# Сатана (фильм, 1920)
«Сатана» (нем. Satanas, 1920) — немецкий немой художественный фильм, экспрессионистская драма режиссёра Фридриха Вильгельма Мурнау, созданный под влиянием «Нетерпимости» Гриффита.

## Сюжет
Фильм состоит из трёх историй.
1. «Тиран». Древний Египет. Фараон Аменхотеп влюблён в юную арфистку Нури. Нури пользуется этим, чтобы устроить своего возлюбленного Йораба на службу к фараону. Йораб же влюбляется в одну из жён фараона, которая однажды спасла мать Нури от смерти. Нури, с одной стороны, ревнует, но с другой, не может причинить зла своей благодетельнице. Вскоре фараон обнаруживает измену и приговаривает свою жену, а Нури занимает её место.
2. «Принц». Основана на пьесе Гюго «Лукреция Борджиа».
3. 1917 год. Ганс, студент, обучается в Цюрихе. Воспользовавшись революцией в России, он ведёт революционеров занять замок в его городе в Германии, который находится под властью Гродски. Вскоре Ганс, опьянённый властью, отдаёт приказ казнить свою девушку Ирен, которая обвиняется в покушении на революционного лидера. В конце фильма Гродски смотрит на Ганса с презрением, а Ганс видит в Гродски Сатану.

## В ролях
- Фриц Кортнер - фараон Аменхотеп
- Садья Гецца - Нури
- Эрнст Хофман - Йораб
- Маргит Барнай - Фахи
- Эльза Берна - Лукреция Борджиа
- Курт Эхрле - Дженнаро
- Яро Фюрс - Рустингелла
- Эрнст Сталь-Нахбаур - князь Aльфонсо д'Эстe
- Мартин Вольфганг - Ханс Конрад
- Мария Лейко - Ирен
- Эльза Вагнер - мать Конрада
- Макс Кронерт - отец Конрада
- Конрад Фейдт - Люцифер / Гродски

## Интересные факты
В 1924 году под названием «Из тьмы веков» фильм демонстрировался в советском прокате.
Считается утерянным. Сохранился лишь небольшой фрагмент первой новеллы продолжительностью около минуты, в котором принцесса Нури лежит рядом с Аменхотепом, а когда он засыпает, что-то у него крадёт.